# Encuentros de arte de Genalguacil
Los encuentros de arte de Genalguacil, también llamados encuentros de arte del Valle del Genal, son una celebración que tiene lugar en este municipio de la provincia de Málaga, España.
La cita se celebra cada dos años, durante la primera quincena de agosto. En ella, artistas de todo el mundo crean durante dos semanas una obra de arte que después permanecerá en la localidad para siempre. El pueblo les ofrecía cama y comida y todo el material necesario para la realización de sus trabajos. Los artistas a cambio dejan sus creaciones en el pueblo, que pueden ser fotografías, vídeos, cuadros, esculturas, etc.Actualmente los artistas reciben un incentivo económico, con lo cual se ha perdido algo de la esencia inicial. Algunas permanecen a la intemperie mientras que otras se guardan en el Museo de Arte Contemporáneo "Fernando Centeno López". En el Museo de Arte Contemporáneo se encuentran parte de la colección de obras de Los Encuentros de Arte de Genalguacil (desde 1994). El Museo también cuenta con diferentes salas donde da cabida a exposiciones itinerantes que forman parte del calendario cultural de Genalguacil.
Actualmente se conoce a Genalguacil como Pueblo Museo, gracias a los Encuentros de Arte que ha permitido que más de 140 artistas de todo el mundo hayan dejado su huella en el municipio.
Los encuentros tienen como objetivo impulsar la unión del arte con la naturaleza.
Hay personas que opinan que la más bella obra de arte que existe en Genalguacil, es el propio pueblo y su entorno,dignos de una visita.

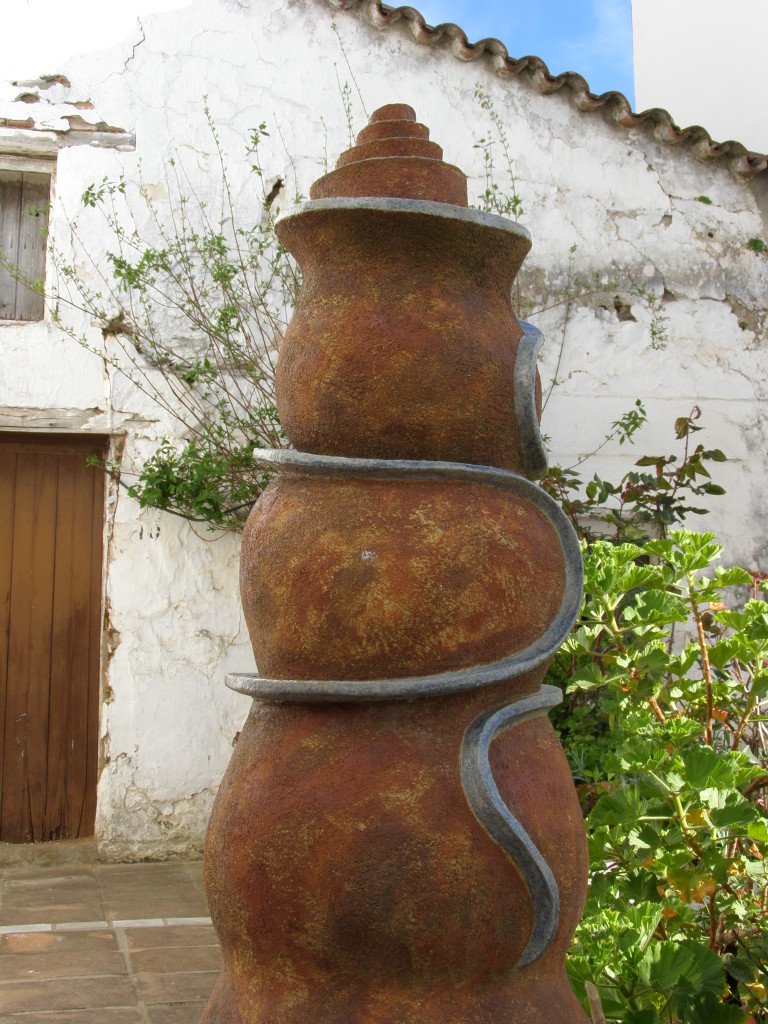
Escultura.
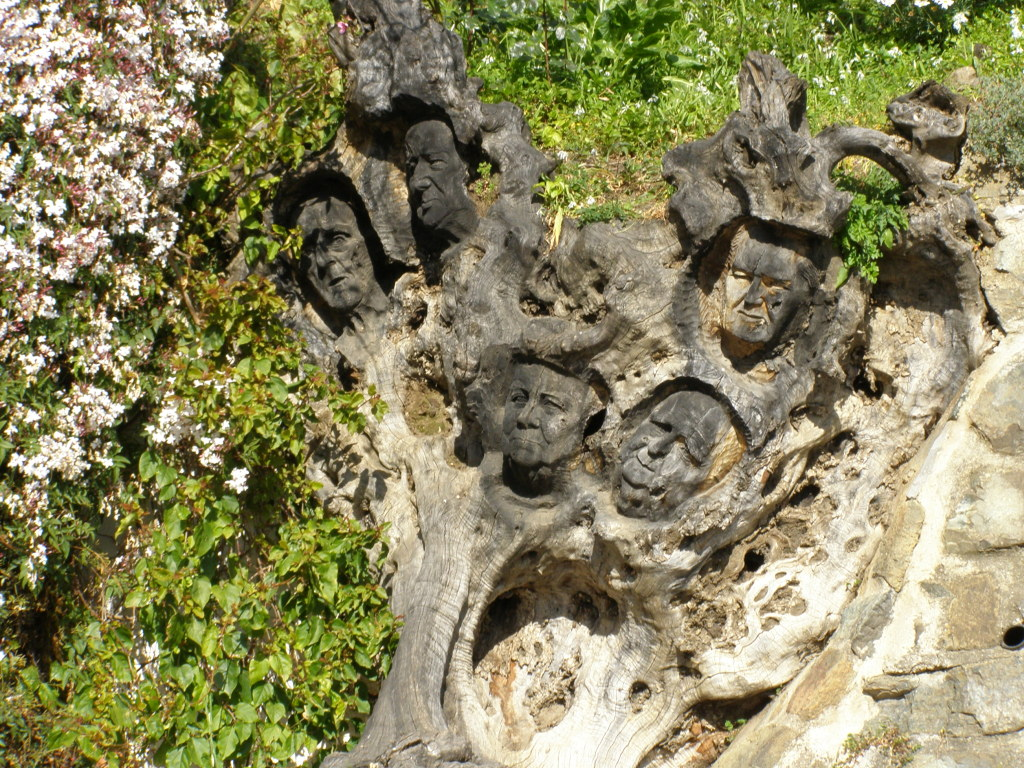
Tronco tallado.
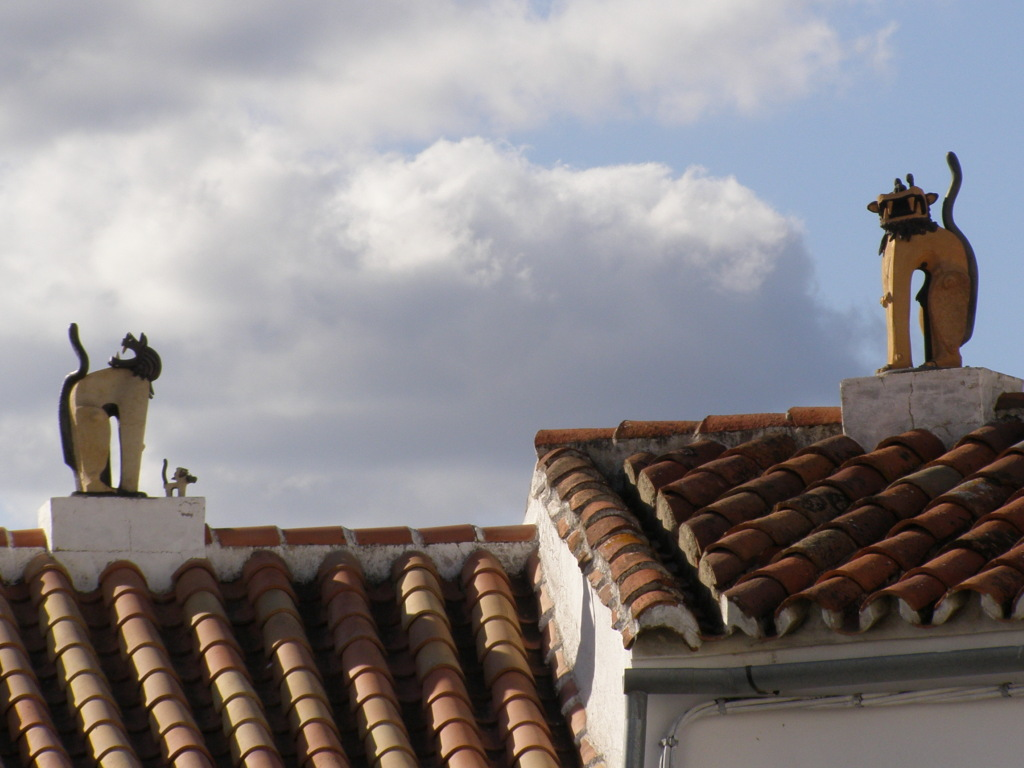
Arte en los tejados.
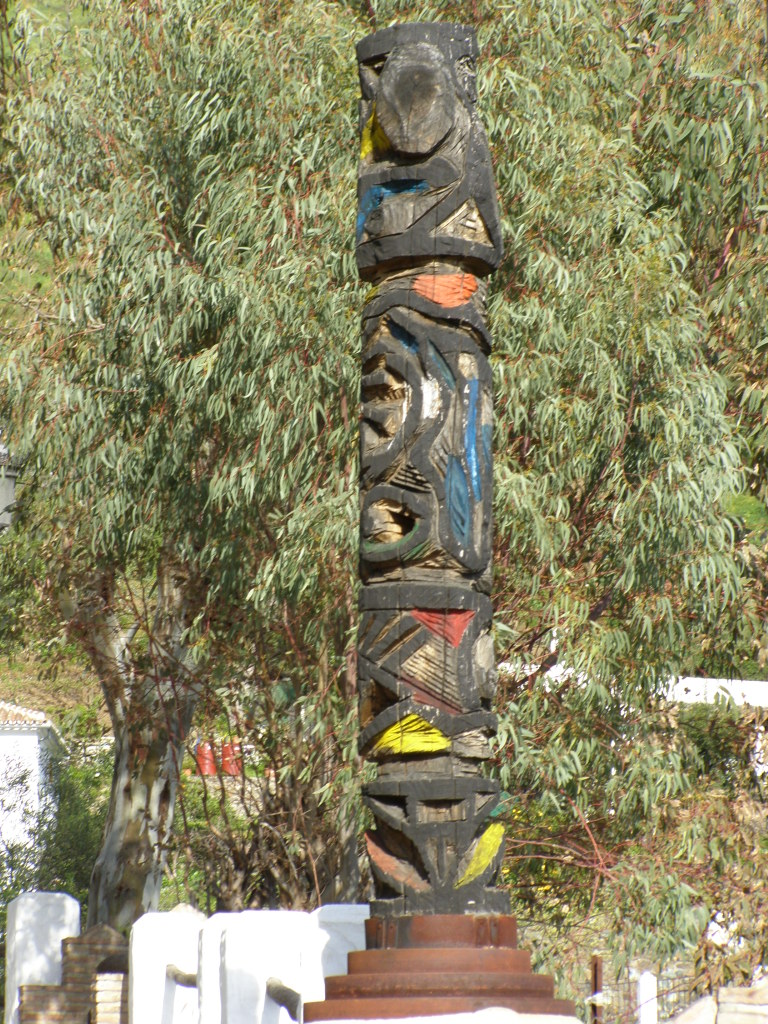
Totem.